# ウェイ・アウト・ウエスト
ウェイ・アウト・ウエスト（Way Out West）とは、ジャズ・サックス奏者ソニー・ロリンズが、1957年に制作・発表したアルバム。現行CDには、ボーナス・トラックとして未発表テイクが追加されている。

## 解説
本作は、ニューヨークを拠点としていたロリンズが、初めてアメリカ西海岸で制作したアルバム。マックス・ローチのツアーに帯同してロサンゼルスを訪れたロリンズは、現地の敏腕リズム隊と組んで、本作を1日でレコーディング。西部での録音ということで、「俺は老カウボーイ」「ワゴン・ホイール」といった西部劇映画の楽曲をカバーしており、アルバム・ジャケットもカウボーイをイメージしている。「ソリチュード」はデューク・エリントンの代表曲のカバー。
また、サックス・ベース・ドラムというトリオ編成で演奏されたことも話題となった。ピアノ抜きで、しかもホーンも1本という編成では、厚みのある演奏をすることは難しいが、ロリンズの卓越したアドリブが高く評価され、今日でも人気の高い1枚。既にオスカー・ピーターソンのサイドマンとして名を馳せていたレイ・ブラウンの貢献も大きい。

## 収録曲
7.-9.はボーナス・トラック
1. 俺は老カウボーイ - I'm an Old Cowhand（Johnny Mercer）
2. ソリチュード - Solitude（Duke Ellington, Eddie Delange, Irving Mills）
3. カム、ゴーン - Come, Gone（Sonny Rollins）
4. ワゴン・ホイール - Wagon Wheels（Peter De Rose, Billy Hill）
5. ノー・グレイター・ラヴ - There Is No Greater Love（Isham Jones, Marty Symes）
6. ウェイ・アウト・ウエスト - Way Out West（S. Rollins）
7. 俺は老カウボーイ（別テイク）
8. カム、ゴーン（別テイク）
9. ウェイ・アウト・ウエスト（別テイク）

## 演奏メンバー
- ソニー・ロリンズ - テナー・サックス
- レイ・ブラウン - ベース
- シェリー・マン - ドラム